# Семёнов, Алексей Сергеевич (легкоатлет)
Алексе́й Серге́евич Семёнов (укр. Олексій Сергійович Семенов; род. 27 июня 1982, Кишинёв) — украинский легкоатлет, специалист по метанию диска. Выступал за сборную Украины по лёгкой атлетике в 1999—2016 годах, многократный победитель и призёр первенств национального значения, участник двух летних Олимпийских игр. Мастер спорта Украины международного класса.

## Биография
Алексей Семёнов родился 27 июня 1982 года в городе Кишинёве Молдавской ССР.
Занимался лёгкой атлетикой в Донецке, выступал за донецкое «Динамо». Первое время проходил подготовку под руководством своей матери Ольги Владимировны Семёновой, позже был подопечным заслуженного тренера Украины Александра Владимировича Франкова. Окончил Славянский государственный педагогический университет.
Впервые заявил о себе на международном уровне в сезоне 1999 года, когда вошёл в состав украинской национальной сборной и выступил на юношеском мировом первенстве в Быдгоще, где в зачёте метания диска стал девятым.
В 2001 году в той же дисциплине занял восьмое место на юниорском европейском первенстве в Гроссето.
В 2003 году с результатом 54,16 закрыл десятку сильнейших на молодёжном европейском первенстве в Быдгоще.
Будучи студентом, в 2005 году представлял Украину на Универсиаде в Измире — метнул диск на 56,74 метра и в финал не вышел.
Благодаря череде удачных выступлений удостоился права защищать честь страны на летних Олимпийских играх 2008 года в Пекине — в программе метания диска на предварительном квалификационном этапе показал результат 60,18 метра, чего оказалось недостаточно для выхода в финал.
В 2009 году одержал победу на чемпионате Украины в метании диска, стал четвёртым в личном зачёте на командном чемпионате Европы в Лейрии (59,79), выступил на чемпионате мира в Берлине (58,78).
На чемпионате Европы 2010 года в Барселоне метнул диск на 56,42 метра.
В 2011 году был восьмым в личном зачёте на командном чемпионате Европы в Стокгольме (56,30).
В июле 2012 года на соревнованиях в Киеве установил свой личный рекорд в метании диска — 65,96 метра.
В 2014 году во второй раз выиграл чемпионат Украины, был заявлен на чемпионат Европы в Цюрихе, но в итоге в сектор для метаний здесь не вышел.
На чемпионате Европы 2016 года в Амстердаме с результатом 57,94 остановился на предварительном квалификационном этапе. Выполнив олимпийский квалификационный норматив (65,00), благополучно прошёл отбор на Олимпийские игры в Рио-де-Жанейро — на сей раз метнул диск на 55,35 метра и снова не попал в финальную стадию турнира.
Завершил спортивную карьеру по окончании сезона 2017 года, после чего перешёл на тренерскую работу.
Жена Наталья Семёнова (Фокина) так же известная метательница диска, участница пяти Олимпийских игр. Есть сын Александр и дочь Мария. Младший брат Андрей Семёнов — толкатель ядра, участник двух Олимпиад.